# In the Best of Families
In the Best of Families: Marriage, Pride & Madness es una miniserie de televisión estadounidense de dos partes dirigida por Jeff Bleckner y escrita por Robert L. Freedman, basada en el libro de no ficción de 1988 Bitter Blood de Jerry Bledsoe. La historia, sobre un crimen real, está protagonizada por Kelly McGillis y Harry Hamlin como Susie y Fritz, una pareja que, como resultado de una batalla por la custodia entre Susie y su exmarido Tom (interpretado por Keith Carradine), llevan a cabo una serie de asesinatos en Carolina del Norte y Kentucky en la década de 1980.
Bitter Blood es el segundo libro sobre crímenes reales de Bledsoe adaptado por Freedman para la pantalla, después de Blood Games, que se adaptó a la película para televisión de 1992 Honor Thy Mother. Las cadenas de televisión estadounidenses estaban preocupadas por el espeluznante final del libro de Bledsoe, en el que dos niños son asesinados violentamente, y la miniserie terminó suavizando el final original. Ansiosa por interpretar un personaje antagónico, McGillis creía que Susie padecía algún tipo de psicosis y se preparó para el papel investigando trastornos mentales. Hamlin y Carradine se sintieron atraídos por el proyecto gracias al guion de Freedman, y ambos actores también estaban interesados en interpretar personajes que se alejaban de sus papeles anteriores. La miniserie se rodó bajo el título provisional Bitter Blood en Wilmington (Carolina del Norte), a finales de 1993.
In the Best of Families se emitió por primera vez en CBS en dos partes el 16 y 18 de enero de 1994. Los episodios fueron vistos por 21,3 y 23,9 millones de espectadores en total respectivamente, lo que colocó a ambos episodios entre los 20 programas más vistos durante sus respectivas semanas de transmisión. La miniserie recibió críticas en su mayoría desfavorables, con especial condena por su violencia gratuita y sensacionalismo. Aun así, los críticos encontraron aspectos positivos en la dirección de Bleckner y en el sólido reparto. Posteriormente fue lanzado en vídeo casero en Europa con el título Bitter Blood.

## Reparto

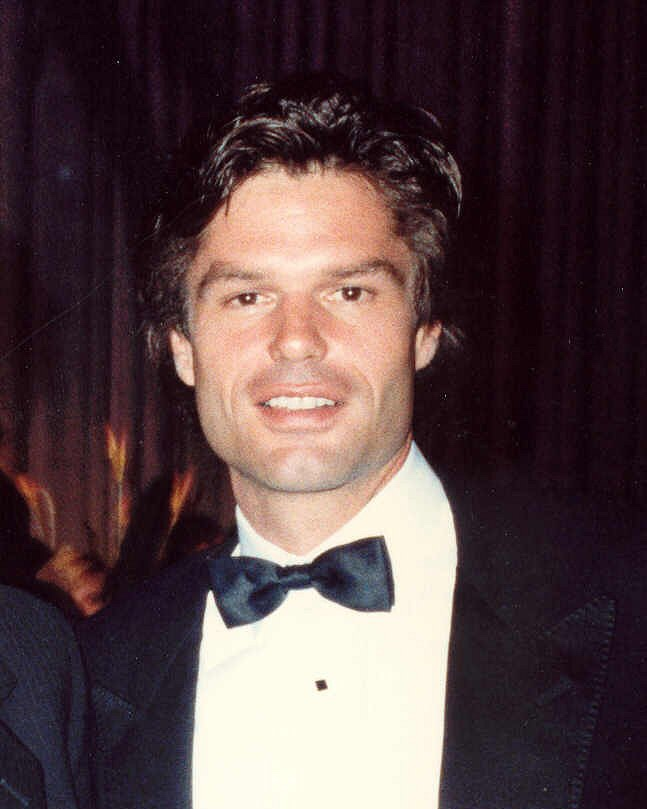
Harry Hamlin (en una foto de 1987).

- Kelly McGillis como Susie Sharp Newsom.
- Harry Hamlin como Fritz Klenner.
- Keith Carradine como Tom Leary.
- Holland Taylor como Florence Newsom.
- Jayne Brook como Kathy.
- Ken Jenkins como Bob Newsom.
- Elizabeth Wilson como Annie Klenner.
- Louise Latham como Dolores Leary.
- Wayne Tippit como Dan Donaldson.
- Tom Aldredge como Dr. Frederick Klenner.
- Anne Pitoniak como Nanna Newsom.
- Marian Seldes como la jueza Susie Sharp.
- Nick Searcy como Brian Butler.
- Tristan Tait como Ian Perkins.
- Colleen Flynn como Janie Leary.

El elenco también incluye a Eric Lloyd y Erik von Detten como las versiones más joven y mayor de John; Courtland Mead e Ira David Wood IV como las versiones más joven y mayor de Jimmy; y Evan Rachel Wood en su debut televisivo como la versión más joven de Susie.

## Producción

### Desarrollo
In the Best of Families fue escrita por Robert L. Freedman y dirigida por Jeff Bleckner, basada en el libro de no ficción de 1988 Bitter Blood de Jerry Bledsoe. El libro de Bledsoe relata la historia del crimen real de Fritz Klenner, quien, después de supuestamente tener una relación sentimental con su prima hermana Susie Newsom Lynch, llevó a cabo una serie de asesinatos en la década de 1980 en Carolina del Norte y Kentucky que fueron desencadenados por una batalla por la custodia entre Lynch y su exmarido Tom Lynch por sus dos hijos.
La miniserie fue producida para CBS por Ambroco Media Group y Dan Wigutow Productions, con Dan Wigutow como productor ejecutivo y Bleckner también recibiendo crédito de productor. El equipo creativo también incluyó a Alan Caso (director de fotografía), Alan Shefland y Charles Borstein (editores) y Don Davis (compositor). CBS había adaptado previamente otro de los libros sobre crímenes reales de Bledsoe, Blood Games, en la película para televisión de 1992 Honor Thy Mother. Bledsoe señaló que las cadenas inicialmente tenían poco interés en adaptar Bitter Blood debido a su espeluznante final en el que matan a los dos niños Lynch. A Wigutow, que también produjo Honor Thy Mother, le preocupaba que la adaptación «sirviera para algún propósito relevante, que no fuera sólo una historia arrancada de los titulares». The News & Record especuló que el éxito de Honor Thy Mother pudo haber ayudado a hacer posible la adaptación de Bitter Blood.
Bledsoe creía que Freedman, que coescribió el guion de Honor Thy Mother, era la persona adecuada para adaptar Bitter Blood. Bledsoe dijo: «[Freedman] realmente intenta llegar al meollo de las cosas ... Creo que quiere hacerlo bien». En agosto de 1992, Bledsoe y Freedman estaban trabajando en una posible adaptación de Bitter Blood para CBS. Además de CBS, Bledsoe dijo que NBC también había mostrado interés en adaptar su libro. Sin embargo, las conversaciones con NBC fracasaron cuando ni Bledsoe ni Tom Lynch estaban dispuestos a aceptar el final feliz ficticio que la cadena quería, en el que los dos niños Lynch serían salvados por su padre. El guion de Freedman para CBS también terminó desviándose del final del libro al matar a los niños junto con su madre después de que se detona un explosivo; en realidad, los niños fueron envenenados y recibieron disparos en la cabeza antes de la explosión. Bledsoe estaba furioso por lo que vio como un intento de blanquear los acontecimientos. Explicó: «El poder de la historia es el hecho de que aquí yace el mal supremo. Y aquí es donde CBS se equivocó al hacerla menos mala. [...] El objetivo de lo que hice fue entender cómo sucede esto». Si bien Bledsoe no estaba satisfecho con algunos de los cambios realizados en la adaptación, le complació notar que Freedman tomó en cuenta sus «veloces» cuatro páginas de comentarios sobre el guion.
Varios de los nombres de los personajes fueron cambiados con respecto a sus homólogos de la vida real. El apellido de los Lynch se cambió a Leary en la miniserie, mientras que el detective de la Policía Estatal de Kentucky, Dan Davidson, pasó a llamarse Dan Donaldson, con su personaje escrito como una combinación de los diversos investigadores que trabajaron en el caso. Aunque Tom Lynch estaba en contra de que se hiciera la miniserie, al igual que otros familiares sobrevivientes de las víctimas, él y su esposa se reunieron con Freedman antes de que comenzara la filmación para asegurarse de que se escuchara su versión de la historia.

### Casting
En agosto de 1993, The Washington Post informó que McGillis y Hamlin protagonizarían la miniserie. Se confirmó que sus papeles serían Susie y Fritz el mes siguiente, y también se anunció que Carradine interpretaría a Tom. Se contrató a un profesor de dialecto para ayudar a los tres actores principales a prepararse para sus papeles.
McGillis estaba interesada en asumir el papel de Susie porque le daba una rara oportunidad de interpretar un personaje antagónico. Incluso entonces, como madre le resultó difícil ponerse en la mente de alguien que podría haber lastimado a sus propios hijos. Ella dijo: «Una parte de mí no quiere comprometerse con ese tipo de comportamiento. Pero sólo tienes que saltar desde lo alto y hacerlo». Parte de lo que atrajo a McGillis a la miniserie fue su mensaje sobre asumir responsabilidad, una moraleja que ella pensaba que tenía mucha relevancia en el mundo real y algo que sentía que las personas que rodeaban a Fritz y Susie no habían logrado hacer. McGillis describió que su personaje había desarrollado algún tipo de enfermedad mental e investigó trastornos mentales como el narcisismo para prepararse para el papel. Su preparación también la llevó a ver la película Lo que el viento se llevó de 1939, ya que vio algunas similitudes entre Susie y la protagonista de la película, Scarlett O'Hara.
Hamlin quedó inmediatamente cautivado por el guion y lo leyó todo de una vez, calificándolo como uno de los guiones más inquietantes que jamás había visto. Al tener su elección de roles entre Fritz y Tom, optó por el primero porque lo veía como el más complejo y convincente de los dos. Al igual que McGillis, Hamlin creía que su personaje padecía trastornos mentales y describía a Fritz como «narcisista, obsesivo y casi sádico». Hamlin disfrutó el desafío de interpretar a un personaje tan oscuro y, después de años como el destacado Michael Kuzak en L. A. Law, estaba encantado de que CBS le confiara este papel.
En el caso de Carradine, su reacción inicial al escuchar la trama fue no querer tener nada que ver con la miniserie. Sin embargo, al igual que Hamlin, se encontró completamente absorto mientras leía el guion y dijo: «Era tan convincente y estaba tan bien escrito que cuando lo terminé decidí que merecía una consideración seria». Se sintió atraído por el papel de Tom porque le ofrecía el desafío de interpretar contra su encasillamiento habitual, con el papel sombrío muy lejos del personaje principal bromista que interpretó en The Will Rogers Follies en Broadway durante años. Carradine no consultó con el homólogo de su personaje en la vida real, Tom Lynch, para el papel, sino que se describió a sí mismo como un actor minimalista que mantiene su trabajo y su vida personal separados.

### Rodaje

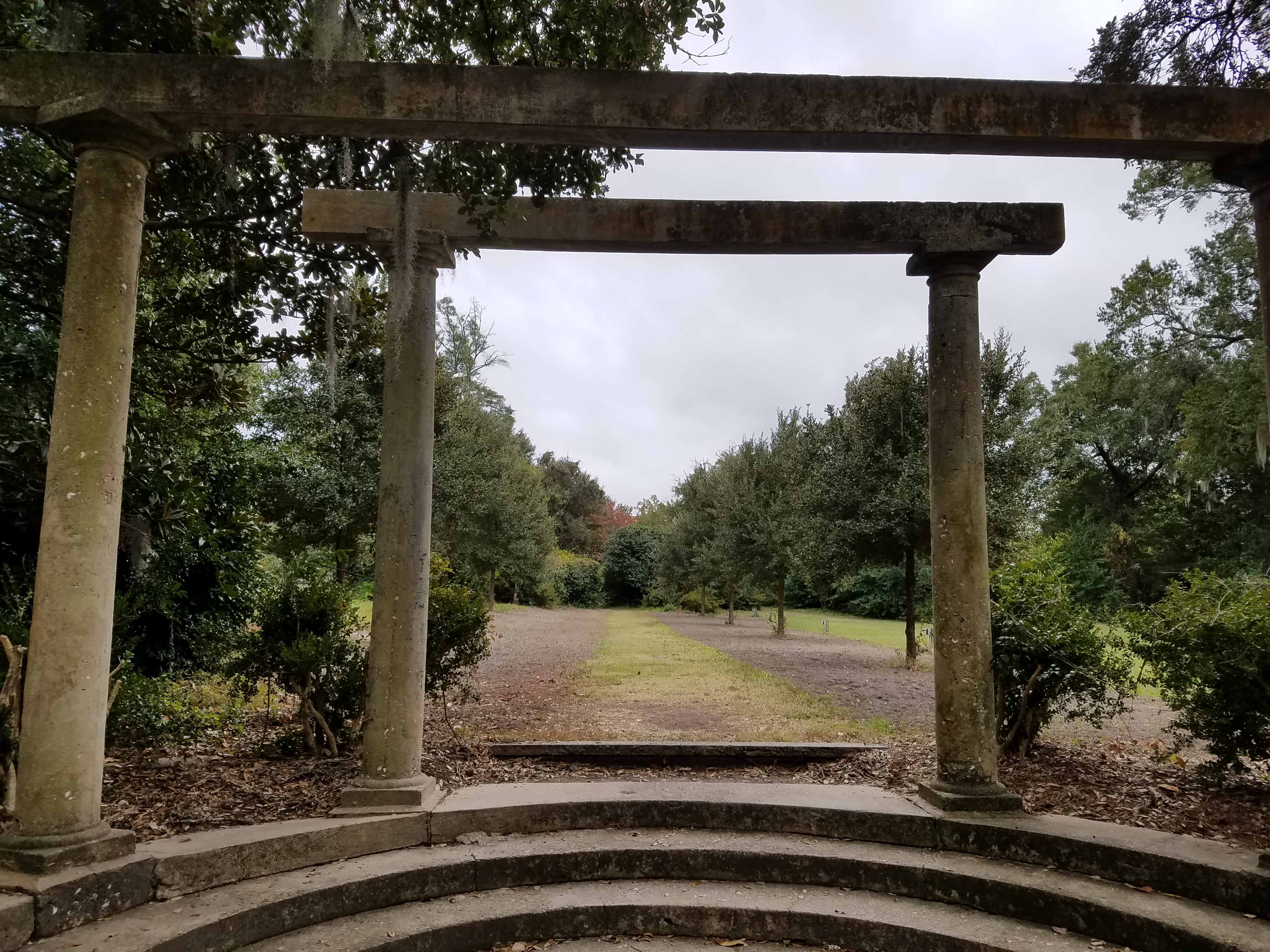
Airlie Gardens en Wilmington (Carolina del Norte).

Wigatow y Bledsoe exploraron ubicaciones en Piedmont Triad de Carolina del Norte en el verano de 1993, antes de decidir finalmente establecer su base en Carolco Studios, Wilmington. La miniserie se filmó bajo el título provisional Bitter Blood en Wilmington y sus alrededores de septiembre a noviembre de 1993. Los lugares específicos incluyeron Airlie Gardens y Orton Plantation; Las escenas de la boda de Tom y Susie fueron filmadas en el primero con cientos de extras.

## Lanzamiento y recepción
Poco antes de su lanzamiento, la miniserie se tituló oficialmente In the Best of Families: Marriage, Pride & Madness. La miniserie se estrenó en CBS en dos partes; la primera parte se emitió el domingo 16 de enero de 1994 y la segunda parte el martes 18 de enero de 1994. Ambos episodios se transmitieron en el horario de 9:00 - 11:00 p. m.. La miniserie fue posteriormente lanzada en vídeo casero en Europa con el título Bitter Blood.
In the Best of Families salió a la luz en medio de un debate nacional sobre la violencia excesiva en la televisión, con políticos como la fiscal general de los Estados Unidos, Janet Reno, presionando para que las cadenas mostraran menos brutalidad en pantalla. En respuesta al discurso, Hamlin argumentó que historias violentas como In the Best of Families sirven como reflejo y crítica de la sociedad, e insistió en que las personas involucradas en la realización de la miniserie «fueron muy cuidadosas al filmar la historia de una manera no explotadora».

### Ratings
La primera parte de la miniserie fue vista por 15,2 millones de hogares, lo que representa el 16,1% de todos los hogares con televisor del país. Con un promedio de 21,3 millones de espectadores totales, fue la vigésima transmisión más vista durante la semana del 10 al 16 de enero de 1994.
Los ratings aumentaron ligeramente en la segunda parte, con 16,3 millones de hogares sintonizando el televisor, lo que representa el 17,3% de todos los hogares propietarios de televisión. Con un promedio de 23,9 millones de espectadores totales, fue la decimoctava transmisión más vista durante la semana del 17 al 23 de enero de 1994.

### Recepción de la crítica
Robert Goldberg, de The Wall Street Journal, fue muy crítico con lo que consideraba una cantidad gratuita de violencia utilizada únicamente para escandalizar al público. Goldberg condenó no sólo el guion, sino la decisión de la CBS de emitir incluso un programa que, en su opinión, personificaba precisamente el tipo de violencia televisiva a la que los políticos intentaban poner fin. Lamentando su trama lúgubre y sus personajes desagradables, declaró In the Best of Families como la peor película para televisión de la temporada. Escribiendo para The Washington Post, Tom Shales criticó el argumento por su sórdido pesimismo. Añadió: «Que esté basada en una historia real no es una defensa; hay muchas historias reales que no merecen cuatro horas de televisión».
La reseña de Tim Funk en The Charlotte Observer criticó lo que consideró la falta de matices, ejemplificada por lo que describió como la brutalidad exagerada y la villanía unidimensional de Susie y Fritz. Aun así, reconoció la enérgica dirección de Bleckner y el sólido reparto, destacando a McGillis como la intérprete destacada por sumergirse tan completamente en el papel. En general, Funk concluyó que la película era poseedora de «buen ritmo y buenas actuaciones – y un repugnante desperdicio de cuatro horas». En su reseña para Los Angeles Times, Jon Matsumoto estuvo de acuerdo con Funk en que los personajes carecen de profundidad, y Susie en particular «parece menos un personaje completamente realizado que un paquete formidable de hostilidad y manierismos neuróticos». Sintió que la primera parte tomó demasiado tiempo para establecer la relación y las eventuales consecuencias entre Susie y Tom, pero señaló que el ritmo se acelera en la segunda parte de modo que la miniserie «al menos termina con un pulso que se puede sentir». Nicholas Read, del Vancouver Sun, lamentó la calidad adictiva de la película en dos partes a pesar de su falta de mérito artístico o social.
En la revista People, David Hiltbrand le dio a In the Best of Families una calificación de «A-», calificándola de «retorcida, trágica y bien interpretada». Sid Smith del Chicago Tribune encontró que la miniserie era entretenida, pero señaló que algunos aspectos del libro de Bledsoe no se tradujeron bien en la pantalla, lo que resultó en un diálogo expositivo forzado. De los tres protagonistas, Smith elogió a Hamlin por su perfecta encarnación del Fritz «parecido a Manson»; pensó que Carradine lograba la dulce ingenuidad de su personaje pero fallaba en las escenas emocionales; y encontró a McGillis poco convincente como la inestable Susie. Tom Dorsey de The Courier-Journal encontró la historia convincente y, a diferencia de Smith, elogió la interpretación «convincentemente inquietante» de McGillis como la mejor del capaz elenco. Todd Everett de Variety dijo que el guion de Freedman era muy sencillo con algunos momentos de escritura aguda. Elogió el sólido esfuerzo de Bleckner y el elenco y concluyó que la miniserie debería atraer a los fanáticos del género a pesar de su desagradable final.